# Leigh Arnold
Leigh Arnold (rođena pod imenom Megan Leigh Arnold), (Foxrock, 17. listopada 1979.) je irska glumica. 
Rođena je 17. listopada 1979. godine u gradu Foxrock u okolici Dublina. Poznata je po ulozi doktorice Cloadagh Delaney u irskoj televizijskoj seriji The Clinic. Arnold je bila studentica psihologije i psihoanalize na St. Andrew fakultetu u Dublinu. 2001. godine primljena je na američku dramsku akademiju u New Yorku. 
Uz glumu, Leigh se posvetila dobrotvornom radu te je od 2009. do 2011. godine bila ambasador irskog UNICEFa. Također je provela neko vrijeme u južnoj Africi pomagajući u obnovi predgrađa Cape Towna. 2009. godine organizirala je rock koncert na kojem su se prikupljala sredstva za siromašne ljude. 

## Karijera
Arnold je igrala jednu od glavnih uloga u televizijskoj seriji The Clinic, koja je višestruko nagrađivana za svoj uspjeh. Serija The Clinic se prikazivala u sedam sezona (od 2003. – 2009. godine). 
Tijekom ljeta 2011. godine, Arnold završava snimanje filma Charlie Casanova, koji je režirao Terry McMahon. 

## Nominacije
- IFTA nominacija za najbolju sporednu ulogu 2007. godine

- Nominacija irskih novina The Irish Times za najseksi noge Irske 2008. godine

- Nominacija VIP Style Awards za najbolje odjevenu žensku osobu 2008. godine

- Nominacija VIP Style Awards za najbolje stiliziranu osobu 2009. godine